# Chloromyia formosa
Chloromyia formosa är en tvåvingeart som först beskrevs av Giovanni Antonio Scopoli 1763.  Chloromyia formosa ingår i släktet Chloromyia och familjen vapenflugor. Arten är reproducerande i Sverige. Inga underarter finns listade i Catalogue of Life.

## Bildgalleri

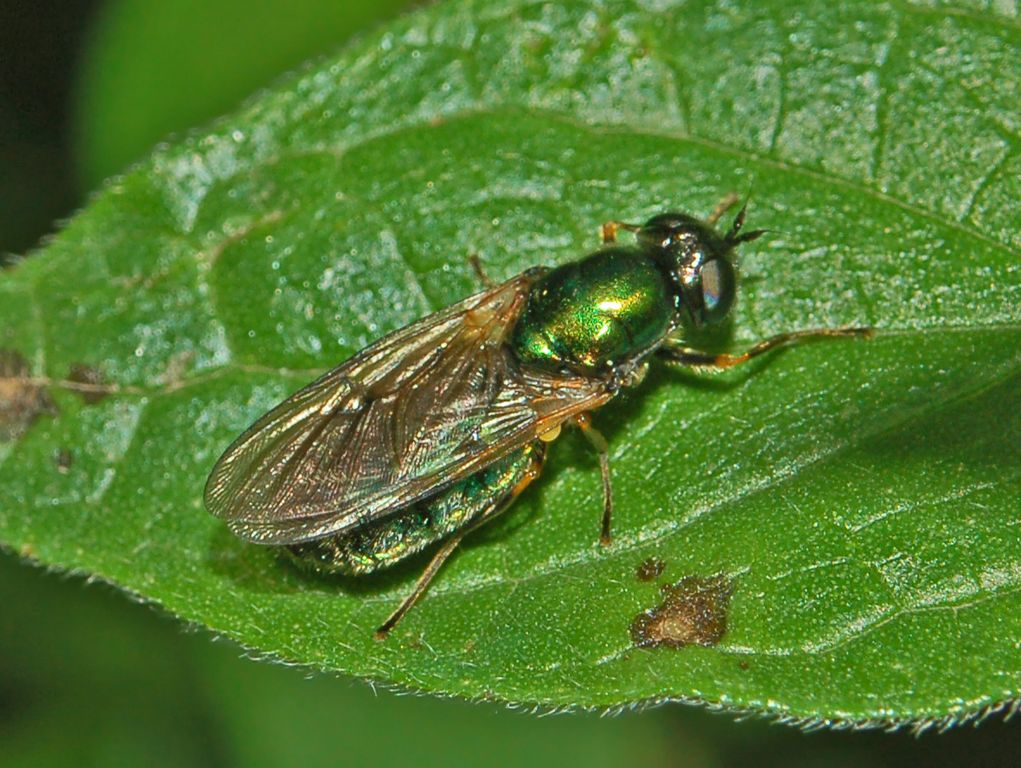